# Douméga
Douméga est une localité et une commune rurale du Niger, département de Tibiri, région de Dosso.

## Géographie
La localité de Douméga est située à 18 km au sud du chef-lieu départemental Tibiri.
|          | Tibiri   |                        |
| Guéchémé | Douméga  | Arewa Dandi ( Nigeria) |
| Guéchémé | Guéchémé |                        |

## Histoire
La commune rurale de Douméga instaurée en 2002, est rattachée au département de Tibiri depuis sa création en 2011.

## Population
Lors du recensement général de 2012, la population communale est relevée à 29 429 habitants. La localité compte 5 080 habitants en 2012.

## Localités
La commune s'étend sur 27 villages, 22 hameaux et 6 camps au centre-est du département de Tibiri.

## Services et infrastructures
- Centre de Santé Intégré (CSI) à Douméga, Birni Falla[5].
- Collège d'enseignement général (CEG) à Douméga, Birni Falla et Zoumbou.
- Collège d'enseignement secondaire (CES) à Douméga,
- Centre de formation des métiers (CFM) à Douméga.